# Sohnsia filifolia
Sohnsia  es un género monotípico de plantas herbáceas,  perteneciente a la familia de las poáceas. Su única especie: Sohnsia filifolia (E.Fourn.) Airy Shaw, es originaria de México.

## Descripción
Son plantas perennes; cespitosas (formando grumos duros) con cañas de 30-100 cm de alto; herbáceas; no ramificadas arriba. Nodos de culmos peludos (o al menos, peludos por debajo de los nodos). Las hojas auriculadas (de la vaina), o no auriculadas. La lámina lineal (glauca) ; estrecha; plana o enrollada (convirtiéndose en espiral cuando se seca); sin glándulas multicelulares abaxiales; sin venación; desarticuladas las vainas (las vainas inferiores persistentes). La lígula una membrana con flecos a una franja de pelos (un borde ciliado).
Las plantas son dioicas; sin floretes hermafroditas (los estambres de las plantas pistiladas aparentemente estériles) . Las espiguillas todas por igual en la sexualidad; solo femeninas o solo masculinas. Plantas exogamicas. 

## Taxonomía
Sohnsia filifolia fue descrita por (E.Fourn.) Airy Shaw  y publicado en Kew Bulletin 18(2): 272. 1965.
Sinonimia
- Calamochloa filifolia E.Fourn.
- Eufournia filifolia (E. Fourn.) Reeder[3]